# فكر سياسي إسلامي
الفكر السياسي الإسلامي ويسمى أيضا السياسة الشرعية هو ذلك النشاط العقلي الذي يضم الآراء والمبادئ والأفكار لمجموعة بشرية معينة هم المسلمين منذ أن نشأ لهم مجتمع سياسي وتكونت للإسلام دولة منذ عهد النبي (صل الله عليه وسلم) حتى عصرنا الحالي بما يعني أن هذا الفكر له مراحله وله تاريخ يشمل هذه المراحل ويضم الكتابات حول الأفكار والمبادئ والنظريات التي تخص حياة وأهداف المسلمين السياسية والقواعد التي تحكم وتنظم وما يطلق عليه سياسي ويخص المسلمين كأمة ومجتمع سياسي. أنه حقل معرفي ينطوي على دلالات معرفية هي خلاصة مفهوم مركب من ثلاثة مفاهيم فرعية: الموصوف وهو الفكر والصفتان له:السياسي والإسلامي وكل مفهوم منها تختلف تعريفاته بقدر ما تتشابه وتتنافر بقدر ما تتجاذب.

## تعريف
عملية تعريف الفكر السياسي الإسلامي ليس عملية موضوعية بشكل مطلق فهو كغيره من الحقول المعرفية الاجتماعية يصعب تحديده وضبطه اسماً ومسماً ضبطاً جامعاً مانعاً نظراً لما يكتنف هذا التعريف من صعوبات يضاف لهذا أن علوم الأمة بحكم علاقتها التكاملية تتأبى على وضع الفواصل القاطعة والجامعة بصورة يصعب معها الادعاء باستئثار علم معين واختصاصه بموضوع معين بشكل مطلق وإذا كان الفكر لابد له من مفكرين فإن كثيراً من شوامخ الفكر السياسي الإسلامي كانت لهم إبداعاتهم وريادتهم في علوم أخرى بصورة يصعب أن نشدهم إلى هذا الحقل ونخصهم به فقد كانوا دائمأ يوصفون بالفلاسفة والفقهاء والمحدثين.
ويستدعي هذا ضرورة ضبط العلاقة بين مفهومي الشرع والفقه وبين مفهوم الفكر عامة والفكر السياسي خاصة لما لذلك من أثر على تحديد حقل الفكر السياسي الإسلامي ضيقاً واتساعاً 
إن الفكر السياسي الإسلامي يصعب فهمه حقلاً معرفياً دون فهمه مصطلحاً معرفياً سياسياً مركباً لابد من فهمه من خلال التوقف عند كل مفردة من مفرادته الثلاث لمعرفة كيف تأتلف وتتكامل لتكون المفهوم فيه (أي الفكر)

## الفكر
فالفكر كما يقول اللغويون مقلوب عن الفرك لكن الفرك للأمور الحسية والفكر هو للأمور المعنوية لكن لما كانت الألفاظ تنطلق من المحسوس للمجرد فإن يمكن ملاحظة معنى التدقيق في الكلمتين ويقولون فكر يفكر بالتشديد وهو يعني إعمال الخاطر في موضع معين بما يستتبعه من التدبر والنظر والاعتبار وغير ذلك من عمليات ذهنية وعقلية تجريدية ولم ترد مادة فكر بصيغة الاسم في القرآن الكريم ولكنها جاءت بصيغة الفعل والفعل لغة هو مادل على حدث وذات فحينما يقال يفكر فهي كلمة تدل على حدث هو الفكر وتدل على الذات الفاعلة لهذا الحدث التي تسمى بالمفكر كما أنها لابد أن تدل على مفعول هذا الفعل وهو مفعول الفعل ذاته الذي تعلق به هذا الفعل ويستدل من استخدام القرآن الكريم لكلمة فكر بصيغة الفعل أنه يعني في المقام الأول هذا العمل الذهني العقلي الذي يسمى بالفكر إنما هو عمل مرتبط بذات فكلما وجد فكر وجد مفكر والفكر لايكون فيما لا طائل من ورائه وإنما ينبغي أن يكون له موضوع يدور حوله هذا الفكر والفكر بهذا هو خاصية من خواص الإنسان لا يشترك معه فيها مخلوق آخر ولا يطلق الفكر إلا على العمليات الذهنية التي يقوم بها الإنسان أما الحيوانات فإن المظاهر الموجودة لديها التي تشبه عملية الفكر عندها فلا تسمى فكراً بل تسمى التوجيه الغريزي لذلك كان المناطقة يعرفون الإنسان بأنه حيوان ناطق أي مفكر وقد تناول العديد من كتب التراث مفهوم الفكر وهي تشير إليه إجمالاً على أنه اسم لعملية تردد القوى العاقلة المفكرة في الإنسان سواء أكان قلباً أو روحاً أو ذهناً بالنظر والتدبر لطلب المعاني المجهولة من الأمور المعلومة أو الوصول إلى الحكام أو النسب بين الأشياء كما قيل أن الفكر هو إحضار معرفتين في القلب ليستخرج منها معرفة ثالثة أي تهيئة مقدمتين للوصول منهما إلى النتيجة أما قاموس وبستر فيعرف الفكر بأنه الأراء والمبادئ والأفكار السائدة لدى مجموعة بشرية معينة خلال فترة زمنية معينة فالمقصود هنا الأمم والشعوب التي يتكون لديها عبر سنين حياتها الطويلة أراء وأفكار ومبادئ إزاء الكون والإنسان والحياة ما الفكر السياسي إلا تلك الفكار والمبادئ التي تخص حياتها السياسية ويميز البعض بين الفكر والتفكر باعتبار أن الفكر عملية عقلية فطرية في الإنسان في حين أن التفكير عملية تنطوي على بعد إرادي يمكن للإنسان استدعاؤها والتحكم فيها وبهذا المعنى يكون أصدق في التعبير عما أنتجه العقل السياسي المسلم فهو كان تفكراً كما يتضح من سياقاته التاريخية وخاصة من قبل العلماء الذين كانت لهم مناهجهم ومعاكهم الفكرية لكن لصعوبة التحقق من هذا الفصل بين التفكر والفكر فليس لنا إلا المحصلة النهائية من الفكر المودع في كتاباتهم 
كما يثير آخرون العلاقة بين الفكر السياسي الإسلامي والأفكار السياسية الإسلامية وهي علاقة الأبوة بالبنوة فكما يقول ابن منظور بنات الفكر أي النتاج العام له وخلفه وربما تظهر أهمية هذه التفرقة عند الحديث عن مرجعية الفكر والجانب الذاتي والموضوعي فيه.

## السياسي
أما وصف السياسي فهي صفة مانعة لكل فكر غير سياسي تحدد الفكر بما كان له صلة بالظاهرة السياسية أخذاً في الاعتبار تميز فهم السيا سي في الأصول والخبرة الإسلامية والراجح أن كلمة السياسة عربية الأصل فالسياسة هي فعل السائس ويقال هو يسوس الدواب إذا قام عليها وعلى راحتها والوالي يسوس رعيته والسياسة أيضاً هي الرياسة وهي ترويض الأمر وتذليله ومن ثم فإن معناها في اللغة يتطابق مع معناها الاصطلاحي بأنها القيام على الأمر بما يصلحه القيام بما يشمله من معاني الحفظ والرعاية والصيانة والأمر بمعنى مطلق الأمر سواء في الفرد والجماعة والصلاح الذي يشير للغاية التي تبرر الوجود الجماعي في هيئة اجتماعية فالسياسة كما قال التهنوي في كشاف اصطلاحات الفنون مصدر ساس وأساس الوالي الرعية أي أمرهم ونهاهم فالسياسة إصلاح الخلق بإرشادهم إلى الطريق المنجي في الدنيا والآخرة والسياسة المدنية من أقسام الحكمة العملية وتسمى الحكمة السياسية وعلم السياسة وسياسة الملك والحكمة المدنية وهي علم تعلم منه أنواع الرياسة والسياسات الاجتماعية المدنية وأحوالها وموضوعه المراتب المدنية ويذكر المقريزي في خططه أن السياسة من ساس الأمر سياسة بمعنى قام به... ثم رسمت بأنها القانون الموضع لرعاية الآداب والمصالح وانتظام الأحوال والسياسة نوعان سياسة عادلة تخرج الحق من الظالم الفاجر فهي من الأحكام الشرعية والنوع الآخر سياسة ظالمة فالشريعة تحرمها وهنا إشارة مهمة إلى تمييز التراث السياسي بين السياسة الشرعية وغيرها فيقصد بالسياسة الشرعية تدبير مصالح العباد على وفق الشرع كما عبر البعض عن السياسة بالعلم المدني وبوصف السياسة المدنية كما في رسالة الفارابي حيث يدور معنى السياسة حول تدبير المور والتعامل معها من منطلق الحكمة المصلحة والمصلحة تقضي بإصلاح ما فسد والمحافظة على ما هو سليم فالسياسة هنا هي السياسة الفاضلة التي يحقق السائس عن طريقها نوعاً من الفضيلة لا يتحقق إلا بها فتلك هي الفضيلة العظمى التي تنال عن طريقها السعادة في الدنيا والآخرة وهي الشرعية أو العادلة أما غير هذه من السياسات فلا يطلق عليها لفظ سياسة إلا من باب الاشتراك في اللفظ دون المعنى وبذلك تدور السياسة في فلك واحد مع الدين والأخلاق في شمول لا يعرفه فهوم السياسة الغربي فوصف الفكر بأنه سياسي يجعله متعلقً بالظاهرة السياسة بالوصف السابق لها لذلك إن كا التأليف المستقل في السياسة قد تأخر فإن مبحث الإمامة بما تنطوي عليه من أبعاد ينية ودنيوية كان من المباحث الهامة والأولى في الفكر السياسي الإسلامي.
التعريفات السابقة منقولة من كتاب الدكتورة نيفين عبد الخالق مصطفي، مدخل في الفكر السياسي الإسلامي مكتبة الملك فيصل الإسلامية طبعة أولي عام 1997.
الدكتورة نيفين عبد الحالق هي أستاذ الفكر السياسي الإسلامي والنظرية السياسية بكلية الاقتصاد والعلوم السياسية جامعة القاهرة.

## الإسلامي
أما وصف الإسلامي فتأتي أهمية تحديده من أنه برغم تخصيصه لمفهوم الفكر السياسي فإنه مفهوم إشكالي يثير معيار الحكم على فكر ما بأنه إسلامي لأن كلمة إسلامي قد تستخدم لوصف أفكار وممارسات لا ينطبق عليها هذا الوصف. 
ولما كان الإسلامي نسبة إلى أسلم أي انقاد وأخلص الدين لله تعالى وأسلم أمره إلى الله أي فوضه ورضي بحكمه فإن الإسلامي في صورته المثلى ما كان هدفه وغايته وسلوكه منهجا متوافقاً مع الأصول الإسلامية التي أجمع عليها القرآن والسنة فهناك أحداث في التاريخ الإسلامي تتناقض مع هذه الأصول ولكنها قد تنسب إلى الإسلام باعتبار أنها وقعت في دولة الإسلام أو في حضارة الإسلام وكذلك الأفكار المنسوبة إلى مفكرين مسلمين باعتبار الديانة لكنها تتضمن خروجاً على أصول الإسلام كأفكار بعض الفلاسفة فالفكر السياسي الإسلامي لابد أن تكون مرجعيته الإسلام معبراً عنه بالقرآن والسنة.